# Kagjüpa
Kagjüpa (tibetsky བཀའ་བརྒྱུད་, ve Wylieho transkipci Bka’-brgjud-pa), též linie Kagjü, je vedle Gelugpy, Sakjapy a Ňingmapy jedna ze čtyř velkých škol tibetského buddhismu. Škola vznikla v 11. století. Jako jiné školy i Kagjüpa se nevyhla štěpení na různé další školy – dnes je asi nejznámější škola Karma Kagjü v čele s Karmapou. Dnes je hlavou školy Karma Kagjü již 17. Karmapa.

## Vznik

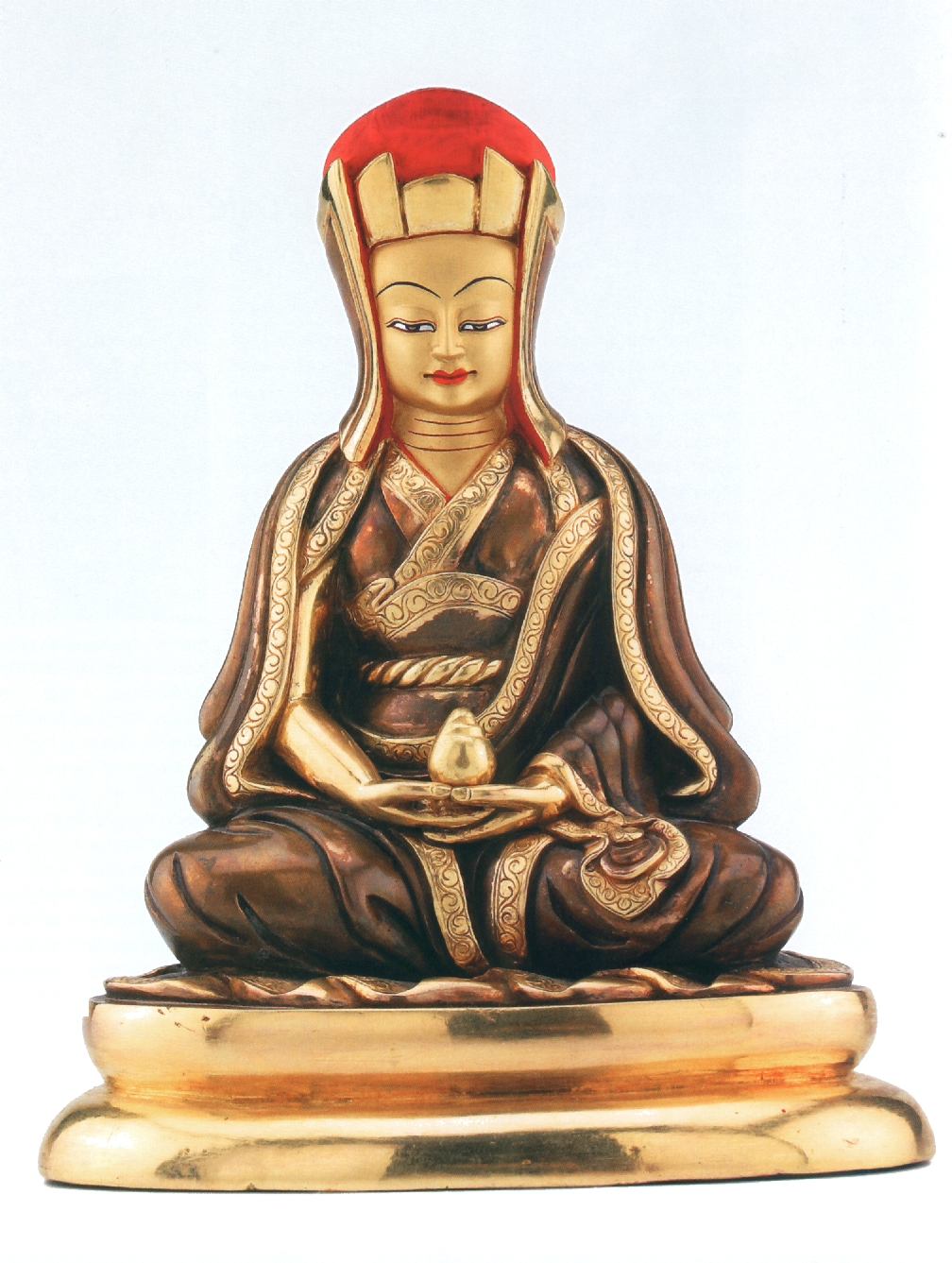
Gampopa

Vlastním zakladatelem školy Kagjüpa byl Gampopa (1079–1154), avšak podle tradice byl jejím původcem Marpa Čhökji Lodö (1012–1096). Marpa byl nejprve žákem Dogmiho. Za nedlouho však shledal, že jeho guru není ten pravý a vydal se do Indie hledat nového duchovního učitele. Našel Nádapádu, v Tibetu známého spíše pod jménem Náropa. Strávil s ním mnoho let a přejal od něj Šest nauk Náropy. Od Maitripy obdržel Marpa učení mahámdury. Tyto dvě komplexní učení, Šest dharem Náropy a mahámudra, dodnes tvoří jádro nauk školy Kagjüpy. Mezi Marpovy žáky patřil i Milaräpa, jehož žákem byl sám zakladatel školy Kagjüpa Gampopa. Gampopa založil první klášter školy a byl jedním z prvních tibetských autorů duchovních spisů.

## Učení
Jádro učení školy Kagjüpa tvoří soubor učení vadžrajány zvaný Mahámudra a systém meditací známý jako "šest dharm Náropy" či "Šest nauk Náropy".

## Rozštěpení školy
Již v rané fázi se škola rozštěpila na čtyři linie. Jedna z nich, Phagmodupa Kagjü se rozdělila na dalších osm, z čehož Drukpa Kagjü a Drikung Kagjü se udržely dodnes. Jeden z Gampopových žáků, Düsum Khjenpa, byl rozpoznán jako první Karmapa (v překladu „pán buddhovské aktivity“). Tato škola, známá jako Karma Kagjü, zavedla jako první v Tibetu nástupnictví vědomě převtěleného představitele – tzv. tulku. Karma Pakši byl jako dítě určen za převtělence Düsuna Khjenpa. Jak plynuly generace karmapů, škola získávala na čím dál větší vážnosti.

### Čtyři hlavní školy
- Karma Kagjü – známá též jako Karma Kamtzang, založená prvním karmapou
- Barom Kagjü – založená Barompa Darma Wangčugem
- Tsalpa Kagjü – založená Zangju Dragpa Darma Dragem (Zhang Rinpočhe)
- Pagdru Kagjü – založená Pagmo Drupa Dordže Gjalpem, následně se dělící na osm podškol:
  - Drikung Kagjü
  - Drukpa Kagjü
  - Mar Kagjü
  - Šugseb Kagjü
  - Taklung Kagjü
  - Trophu Kagjü
  - Jamzang Kagjü
  - Jelpa Kagjü